# Darkfolk
Darkfolk (Engels: dark folk) is een muziekgenre waarbij Noordse volksmuziek en ambient worden gecombineerd. De muziek heeft doorgaans een melancholisch karakter en er wordt veelal gebruik gemaakt van soundcapes. In de liedteksten worden veelal folkloristische, mythologische en mystieke thema's bezongen. 